# Jean-Baptiste d'Hooghe de la Gauguerie
Jean-Baptiste François Marie d'Hooghe de la Gauguerie (Brugge, 14 oktober 1772 - 2 januari 1848) was een Zuid-Nederlands edelman. 

## Geschiedenis
- In 1650 werd adelsverheffing verleend door koning Filips IV van Spanje aan Ignace-Michel de Hooghe. Verlening die geen rechtskracht had in de Spaanse Nederlanden.
- In 1702 verleende koning Filips V van Spanje de titel ridder aan Ignace de Hooghe, heer van Ter Heyde.
- In 1719 verhief keizer Karel VI Angeline Pattyn in de adel, met erfelijkheid op haar zoons, geboren uit haar huwelijk met de overleden Pierre d'Hooghe.

## Genealogie
- Richard d'Hooghe.
  - Antoine d'Hooghe, x Jeanne Strymeersch.
    - Bernard d'Hooghe, x Anna van de Walle dit Reyphens.
      - Ignace-Michel d'Hooghe († 1715), x Marie-Madeleine de le Flye, vrouwe van Gauguerie. Hij was de auteur van het 'Handschrift De Hooghe'.
        - Ignace-François d'Hooghe (1710-1761), pensionaris van de stad Brugge, x Thérèse Anchemant (1713-1766).
          - Joseph-Ignace d'Hooghe de la Gauguerie (1735-1795).
          - Jean-Baptiste d'Hooghe de la Gauguerie (1736-1813), x Marie-Joséphine de Tollenaere.
            - Jean-Baptiste d'Hooghe de la Gauguerie (1772-1848), x Thérèse Joos de ter Beerst.

    - Antoine d'Hooghe, x Jeanne Marissael.
      - Jean-Antoine d'Hooghe, x Angeline Pattyn.
        - Jean-Antoine d'Hooghe († 1744), schepen van het Brugse Vrije, zonder nageslacht.
        - Bernard d'Hooghe († 1761), zonder nageslacht.

## Levensloop
Jean-Baptiste d'Hooghe werd in 1823, onder het Verenigd Koninkrijk der Nederlanden, in de erfelijke adel erkend, met de titel ridder, overdraagbaar bij eerstgeboorte. Hij was een zoon van Jean-Baptiste d'Hooghe, heer van Ten Heede, majoor van de stad Brugge, en van Marie-Joséphine de Tollenaere. Hij werd stadhouder van de Gilde der Hallebardiers in Brugge en hoofdman van de Vrije Archiers in Sint-Kruis.
Hij trouwde in 1800 met Thérèse Joos de ter Beerst (1777-1856). Ze kregen tien kinderen, van wie de meeste jong of ongehuwd overleden. 
De enige mannelijke telg die trouwde was Guido d'Hooghe de la Gauguerie (1806-1873), met Pauline Serdobbel (1803-1878). Hij was kapitein bij de infanterie. Ze hadden zes kinderen die vroegtijdig en ongehuwd stierven, behalve de oudste, Leonie d'Hooghe (1835-1930) die de laatste naamdraagster was en getrouwd was met jonkheer Charles Dhont (1808-1885).